# Cattedrale di Derby
La cattedrale di Derby o cattedrale di Ognissanti (in inglese Cathedral Church of All Saints) è la chiesa principale della diocesi anglicana di Derby, nel Derbyshire (Inghilterra). Si tratta della più piccola cattedrale anglicana d'Inghilterra.
La cattedrale attuale ha origine nel X secolo. L'attuale torre venne costruita tra il 1510 ed il 1530, mentre l'edificio fu ristrutturato su un progetto di James Gibbs nel 1725 in stile georgiano. Successivamente, vi fu una espansione nel 1972.
La costruzione, originariamente conosciuta con il nome di All Saints' Church, divenne una cattedrale il 1º luglio 1927.